# Jean-Baptiste Lesbroussart
Jean-Baptiste Lesbroussart (Ully-Saint-Georges, 22 januari 1747 – Brussel, 10 december 1818) was een Zuid-Nederlands historicus en publicist.

## Leven
Hij werd geboren in het Franse Picardië en studeerde aan het Dormans-Beauvais-college in Beauvais, waar hij vervolgens retorica gaf. In 1778 verhuisde hij als leraar naar de Oostenrijkse Nederlanden, eerst vijf jaar aan het Koninklijk College van Gent en dan aan het Theresiaans College van Brussel. Hij was in 1781 laureaat van een wedstrijd van de Theresiaanse Academie met een memorie over Viglius.
In Éducation belgique (1783) wierp Lesbroussart zich op als verdediger en theoreticus van de onderwijshervorming van keizer Jozef II. Hij wilde het vak geschiedenis een plaats geven in de scholen. In januari 1786 begon hij met de publicatie van het Journal littéraire et politique des Pays-Bas Autrichiens. In dit blad, dat slechts zes maanden bestond, verdedigde hij de controversiële jozefiniaanse hervormingen en vergeleek hij het verzet ertegen met de Gentse Opstand tegen keizer Karel V.
Het verhinderde niet dat in 1789 de Eerste Belgische Revolutie uitbrak. Nog vóór de Oostenrijkse Restauratie werd Lesbroussart op 14 mei 1790 verkozen tot lid van de Keizerlijke en Koninklijke Academie van Wetenschappen en Letteren van Brussel. Hij was productief en schreef vooral over de middeleeuwse geschiedenis van de Nederlanden.
Hij is de vader van de schrijver Philippe Lesbroussart.

## Publicaties
- Éducation belgique ou Réflexions sur le plan d'études adopté par S. M. l'Empereur pour les collèges des Pays-Bas autrichiens (1783)
- Éloge de Jean de Carondelet (1786)
- Annales de Flandre de P. d'Oudergheest (1789-1791)

Verschillende van zijn geschriften verschenen postuum in de Nouveaux mémoires de l'Académie (1820), zoals het Projet d'une nouvelle histoire du comté de Flandre, waarin hij historische kritiek leverde op de woudmeesterslegende.

## Voetnoten
1. ↑  Vanessa Van Puyvelde, Hoe een zestiende-eeuwse opstand een achttiende-eeuwse vorst moest legitimeren, Cultuurgeschiedenis.be, 16 maart 2022. Gearchiveerd op 25 maart 2023.

- Bibliothèque nationale de France: cb12528844g (data)
- Biografisch Portaal: 90882278
- Gemeinsame Normdatei: 101000561
- International Standard Name Identifier: 0000 0000 6156 8266
- Library of Congress Control Number: no2009087081
- Nederlandse Thesaurus van Auteursnamen: 074796631
- Réseau des bibliothèques de Suisse occidentale: 02-A024407672
- Système universitaire de documentation: 096136472
- Virtual International Authority File: 66576055
- WorldCat: E39PBJpj9mjh68PkpmccB9g9Xd